# Équipe de Cuba des moins de 20 ans de football
Maillots
L'équipe de Cuba de football des moins de 20 ans est une sélection de joueurs de moins de 20 ans au début des deux années de compétition placée sous la responsabilité de la Fédération de Cuba de football.

## Histoire
L'équipe atteint ses meilleurs résultats dans les années 1970 en se hissant sur le podium du championnat de la CONCACAF des moins de 20 ans trois fois consécutivement en 1970 (2e place), 1973 (3e) et 1974 (finaliste).
Le 9 novembre 2010, dans le cadre des qualifications au Championnat de la CONCACAF 2011, les Cubains frappent fort en atomisant leurs pairs des Îles Vierges britanniques sur un score invraisemblable de 29 à 0, avec huit buts de l'attaquant Yurisán Beltrán. Trois ans plus tard, ils parviennent à se qualifier à leur première et seule Coupe du monde, en 2013, en Turquie. Encadrés dans le groupe B de la compétition, en compagnie de la Corée du Sud, du Nigeria et du Portugal, ils sont éliminés dès le 1er tour avec trois défaites à la clé, 10 buts encaissés, contre un seul but marqué: Maikel Reyes, en ouvrant le score face au Sud-Coréens, devient ainsi le seul buteur cubain en Coupe du monde des moins de 20 ans.
Les U-20 ont aussi disputé d'autres tournois: ils remportent la médaille de bronze lors des Jeux d'Amérique centrale et des Caraïbes de 1993. Récemment, ils ont été invités à disputer l'édition 2017 du Festival Espoirs de Toulon.

## Résultats

### Parcours en compétition internationale
| Coupe du monde des moins de 20 ans | Coupe du monde des moins de 20 ans | Coupe du monde des moins de 20 ans | Coupe du monde des moins de 20 ans | Coupe du monde des moins de 20 ans | Coupe du monde des moins de 20 ans | Coupe du monde des moins de 20 ans | Coupe du monde des moins de 20 ans |
| Année                              | Tour                               | J                                  | G                                  | N                                  | P                                  | Bp                                 | Bc                                 |
| ---------------------------------- | ---------------------------------- | ---------------------------------- | ---------------------------------- | ---------------------------------- | ---------------------------------- | ---------------------------------- | ---------------------------------- |
| 1977                               | Non inscrite                       | Non inscrite                       | Non inscrite                       | Non inscrite                       | Non inscrite                       | Non inscrite                       | Non inscrite                       |
| 1979                               | Non inscrite                       | Non inscrite                       | Non inscrite                       | Non inscrite                       | Non inscrite                       | Non inscrite                       | Non inscrite                       |
| 1981                               | Non qualifiée                      | Non qualifiée                      | Non qualifiée                      | Non qualifiée                      | Non qualifiée                      | Non qualifiée                      | Non qualifiée                      |
| 1983                               | Non inscrite                       | Non inscrite                       | Non inscrite                       | Non inscrite                       | Non inscrite                       | Non inscrite                       | Non inscrite                       |
| 1985                               | Non qualifiée                      | Non qualifiée                      | Non qualifiée                      | Non qualifiée                      | Non qualifiée                      | Non qualifiée                      | Non qualifiée                      |
| 1987                               | Non qualifiée                      | Non qualifiée                      | Non qualifiée                      | Non qualifiée                      | Non qualifiée                      | Non qualifiée                      | Non qualifiée                      |
| 1989                               | Non qualifiée                      | Non qualifiée                      | Non qualifiée                      | Non qualifiée                      | Non qualifiée                      | Non qualifiée                      | Non qualifiée                      |
| 1991                               | Non inscrite                       | Non inscrite                       | Non inscrite                       | Non inscrite                       | Non inscrite                       | Non inscrite                       | Non inscrite                       |
| 1993                               | Non qualifiée                      | Non qualifiée                      | Non qualifiée                      | Non qualifiée                      | Non qualifiée                      | Non qualifiée                      | Non qualifiée                      |
| 1995                               | Non inscrite                       | Non inscrite                       | Non inscrite                       | Non inscrite                       | Non inscrite                       | Non inscrite                       | Non inscrite                       |
| 1997                               | Non inscrite                       | Non inscrite                       | Non inscrite                       | Non inscrite                       | Non inscrite                       | Non inscrite                       | Non inscrite                       |
| 1999                               | Non inscrite                       | Non inscrite                       | Non inscrite                       | Non inscrite                       | Non inscrite                       | Non inscrite                       | Non inscrite                       |
| 2001                               | Non qualifiée                      | Non qualifiée                      | Non qualifiée                      | Non qualifiée                      | Non qualifiée                      | Non qualifiée                      | Non qualifiée                      |
| 2003                               | Non qualifiée                      | Non qualifiée                      | Non qualifiée                      | Non qualifiée                      | Non qualifiée                      | Non qualifiée                      | Non qualifiée                      |
| 2005                               | Non qualifiée                      | Non qualifiée                      | Non qualifiée                      | Non qualifiée                      | Non qualifiée                      | Non qualifiée                      | Non qualifiée                      |
| 2007                               | Non qualifiée                      | Non qualifiée                      | Non qualifiée                      | Non qualifiée                      | Non qualifiée                      | Non qualifiée                      | Non qualifiée                      |
| 2009                               | Non qualifiée                      | Non qualifiée                      | Non qualifiée                      | Non qualifiée                      | Non qualifiée                      | Non qualifiée                      | Non qualifiée                      |
| 2011                               | Non qualifiée                      | Non qualifiée                      | Non qualifiée                      | Non qualifiée                      | Non qualifiée                      | Non qualifiée                      | Non qualifiée                      |
| 2013                               | 1er tour                           | 3                                  | 0                                  | 0                                  | 3                                  | 1                                  | 10                                 |
| 2015                               | Non qualifiée                      | Non qualifiée                      | Non qualifiée                      | Non qualifiée                      | Non qualifiée                      | Non qualifiée                      | Non qualifiée                      |
| 2017                               | Non qualifiée                      | Non qualifiée                      | Non qualifiée                      | Non qualifiée                      | Non qualifiée                      | Non qualifiée                      | Non qualifiée                      |
| 2019                               | Non qualifiée                      | Non qualifiée                      | Non qualifiée                      | Non qualifiée                      | Non qualifiée                      | Non qualifiée                      | Non qualifiée                      |
| 2023                               | Non qualifiée                      | Non qualifiée                      | Non qualifiée                      | Non qualifiée                      | Non qualifiée                      | Non qualifiée                      | Non qualifiée                      |
| 2025                               | Qualifiés                          |                                    |                                    |                                    |                                    |                                    |                                    |
| Total                              | 2/24                               | 3                                  | 0                                  | 0                                  | 3                                  | 1                                  | 10                                 |

| Championnat de la CONCACAF des moins de 20 ans | Championnat de la CONCACAF des moins de 20 ans | Championnat de la CONCACAF des moins de 20 ans | Championnat de la CONCACAF des moins de 20 ans | Championnat de la CONCACAF des moins de 20 ans | Championnat de la CONCACAF des moins de 20 ans | Championnat de la CONCACAF des moins de 20 ans | Championnat de la CONCACAF des moins de 20 ans |
| Année                                          | Tour                                           | J                                              | G                                              | N                                              | P                                              | Bp                                             | Bc                                             |
| ---------------------------------------------- | ---------------------------------------------- | ---------------------------------------------- | ---------------------------------------------- | ---------------------------------------------- | ---------------------------------------------- | ---------------------------------------------- | ---------------------------------------------- |
| 1962                                           | Non inscrite                                   | Non inscrite                                   | Non inscrite                                   | Non inscrite                                   | Non inscrite                                   | Non inscrite                                   | Non inscrite                                   |
| 1964                                           | Non inscrite                                   | Non inscrite                                   | Non inscrite                                   | Non inscrite                                   | Non inscrite                                   | Non inscrite                                   | Non inscrite                                   |
| 1970                                           | Deuxième                                       | 4                                              | 2                                              | 2                                              | 0                                              | 8                                              | 1                                              |
| 1973                                           | Troisième                                      | 4                                              | 2                                              | 1                                              | 1                                              | 3                                              | 1                                              |
| 1974                                           | Finaliste                                      | 6                                              | 2                                              | 2                                              | 2                                              | 6                                              | 5                                              |
| 1976                                           | Non inscrite                                   | Non inscrite                                   | Non inscrite                                   | Non inscrite                                   | Non inscrite                                   | Non inscrite                                   | Non inscrite                                   |
| 1978                                           | Non inscrite                                   | Non inscrite                                   | Non inscrite                                   | Non inscrite                                   | Non inscrite                                   | Non inscrite                                   | Non inscrite                                   |
| 1980                                           | Quarts-de-finale                               | 4                                              | 1                                              | 1                                              | 2                                              | 3                                              | 6                                              |
| 1982                                           | Non inscrite                                   | Non inscrite                                   | Non inscrite                                   | Non inscrite                                   | Non inscrite                                   | Non inscrite                                   | Non inscrite                                   |
| 1984                                           | 1er tour                                       | 3                                              | 0                                              | 2                                              | 1                                              | 2                                              | 4                                              |
| 1986                                           | Quatrième                                      | 7                                              | 2                                              | 2                                              | 3                                              | 5                                              | 5                                              |
| 1988                                           | Quatrième                                      | 7                                              | 3                                              | 0                                              | 4                                              | 7                                              | 11                                             |
| 1990                                           | Non inscrite                                   | Non inscrite                                   | Non inscrite                                   | Non inscrite                                   | Non inscrite                                   | Non inscrite                                   | Non inscrite                                   |
| 1992                                           | 1er tour                                       | 2                                              | 1                                              | 0                                              | 1                                              | 4                                              | 5                                              |
| 1994                                           | Non inscrite                                   | Non inscrite                                   | Non inscrite                                   | Non inscrite                                   | Non inscrite                                   | Non inscrite                                   | Non inscrite                                   |
| 1996                                           | Non inscrite                                   | Non inscrite                                   | Non inscrite                                   | Non inscrite                                   | Non inscrite                                   | Non inscrite                                   | Non inscrite                                   |
| 1998                                           | Non inscrite                                   | Non inscrite                                   | Non inscrite                                   | Non inscrite                                   | Non inscrite                                   | Non inscrite                                   | Non inscrite                                   |
| 2001                                           | Non qualifiée                                  | Non qualifiée                                  | Non qualifiée                                  | Non qualifiée                                  | Non qualifiée                                  | Non qualifiée                                  | Non qualifiée                                  |
| 2003                                           | 1er tour                                       | 3                                              | 1                                              | 0                                              | 2                                              | 1                                              | 4                                              |
| 2005                                           | Non qualifiée                                  | Non qualifiée                                  | Non qualifiée                                  | Non qualifiée                                  | Non qualifiée                                  | Non qualifiée                                  | Non qualifiée                                  |
| 2007                                           | Non qualifiée                                  | Non qualifiée                                  | Non qualifiée                                  | Non qualifiée                                  | Non qualifiée                                  | Non qualifiée                                  | Non qualifiée                                  |
| 2009                                           | Non qualifiée                                  | Non qualifiée                                  | Non qualifiée                                  | Non qualifiée                                  | Non qualifiée                                  | Non qualifiée                                  | Non qualifiée                                  |
| 2011                                           | Quarts-de-finale                               | 3                                              | 0                                              | 1                                              | 2                                              | 1                                              | 9                                              |
| 2013                                           | Quatrième                                      | 5                                              | 3                                              | 0                                              | 2                                              | 7                                              | 4                                              |
| 2015                                           | 1er tour                                       | 5                                              | 1                                              | 1                                              | 3                                              | 5                                              | 17                                             |
| 2017                                           | Non qualifiée                                  | Non qualifiée                                  | Non qualifiée                                  | Non qualifiée                                  | Non qualifiée                                  | Non qualifiée                                  | Non qualifiée                                  |
| 2018                                           | 1er tour                                       | 5                                              | 4                                              | 0                                              | 1                                              | 19                                             | 5                                              |
| 2022                                           | Huitième de finale                             | 4                                              | 2                                              | 0                                              | 2                                              | 7                                              | 4                                              |
| 2024                                           | Demi-final                                     | 5                                              | 1                                              | 2                                              | 2                                              | 6                                              | 8                                              |
| Total                                          | 15/28                                          | 67                                             | 25                                             | 14                                             | 29                                             | 84                                             | 91                                             |

### Palmarès
- Championnat de la CONCACAF des moins de 20 ans :
  - Finaliste en 1970 et 1974.
  - Troisième en 1973.

- Jeux d'Amérique centrale et des Caraïbes :
  - Troisième en 1993.

## Personnalités de l'équipe

### Effectif actuel
Liste des 21 joueurs convoqués pour la série de matchs amicaux face au Venezuela du 3 au 6 décembre 2019.
| N° | Nat.            | Poste | Nom du joueur                   |
| -- | --------------- | ----- | ------------------------------- |
|    | Drapeau de Cuba | G     | Carlos L. Palomino Laferte      |
|    | Drapeau de Cuba | G     | Cesar A. Manzano Detraste       |
|    | Drapeau de Cuba | D     | Félix A. Rodríguez              |
|    | Drapeau de Cuba | D     | Pedro Bravo                     |
|    | Drapeau de Cuba | D     | Jassael Herrera                 |
|    | Drapeau de Cuba | D     | Hasel E. Pérez                  |
|    | Drapeau de Cuba | M     | Yunior Y. Pérez                 |
|    | Drapeau de Cuba | M     | Raúl Marín                      |
|    | Drapeau de Cuba | M     | York Alejandro González Buchana |
|    | Drapeau de Cuba | A     | Osniel Ramos                    |
|    | Drapeau de Cuba | A     | Christian C. Valiente           |

| No. | Nat.            | Position | Nom du joueur                        |
| --- | --------------- | -------- | ------------------------------------ |
|     | Drapeau de Cuba | A        | Yasnier Matos                        |
|     | Drapeau de Cuba | A        | José Ángel González                  |
|     | Drapeau de Cuba |          | Amauris Aguilera                     |
|     | Drapeau de Cuba |          | Kevin Quiñonez Pérez                 |
|     | Drapeau de Cuba |          | Alejandro Delgado                    |
|     | Drapeau de Cuba |          | Carlos Denilson Mirandés             |
|     | Drapeau de Cuba |          | Maykol Girón                         |
|     | Drapeau de Cuba |          | Dairon de Jesús                      |
|     | Drapeau de Cuba |          | Jonathan Noa                         |
|     | Drapeau de Cuba |          | Raymond Suárez                       |
|     | Drapeau de Cuba |          | Reinier Bonora Peñalver (entraîneur) |

### Anciens joueurs
| - Yordany Álvarez - Yurisán Beltrán - Roberney Caballero - Maikel Chang - Odisnel Cooper - Jorge Luis Corrales - Yaudel Lahera | - Frank Manuel López - Abel Martínez - Amado Povea - Maikel Reyes - Daniel Luis Sáez - Yordan Santa Cruz |

### Sélectionneurs

#### Encadrement technique actuel
- Sélectionneur : Reinier Bonora Peñalver

#### Liste de sélectionneurs
- Rufino Sotolongo (1997–2000)
- Chandler González (2010–2012)
- Raúl González Triana (2012–2013)
- William Bennett Barracks (2014–2015)
- Raúl González Triana (2016–2018)
- Reinier Bonora Peñalver (2019–)